# Aiolocaria hexaspilota
Aiolocaria hexaspilota is een keversoort uit de familie lieveheersbeestjes (Coccinellidae). De wetenschappelijke naam van de soort is voor het eerst geldig gepubliceerd in 1831 door Frederick William Hope.